# RUAG
RUAG (oorspronkelijk Rüstungsunternehmen Aktiengesellschaft) is een Zwitserse holding boven bedrijven actief in de lucht- en ruimtevaart en defensie en met fabrieken in Zwitserland, Duitsland, Hongarije en Zweden.
Het oorspronkelijke bedrijf is voortgekomen uit de vroegere onderhouds- en productiebedrijven van het Zwitserse leger. Vanwege de neutraliteit van Zwitserland en het daarmee samenhangende risico in tijden van spanningen geen wapens en munitie in het buitenland te kunnen kopen, heeft Zwitserland sinds de tweede helft van de 19e eeuw een eigen wapen- en munitie-industrie opgebouwd.
Het bedrijf werd op 1 januari 1999 geprivatiseerd, maar bleef voor 100% eigendom van de Zwitserse overheid.
In 2023 waren er nog twee bedrijfsonderdelen, RUAG Aerostructures (vliegtuigcomponenten) en Beyond Gravity (ruimtevaart). In 2023 tekende het bedrijf contracten voor de verkoop van RUAG Aerostructures Germany & Hungary aan Mubea en Pilatus Aircraft gaat delen overnemen van RUAG Aerostructures Switzerland. Hierdoor blijven uiteindelijk alleen de ruimte activiteiten bij RUAG achter.